# Jezerní vyhlídka
Jezerní vyhlídka je jednopatrová dřevěná rozhledna vysoká asi 8 metrů, jež byla postavena v roce 2016. Slouží jako rozhledna okolí Horní Plané, lipenského jezera a Šumavy. Nadmořská výška u paty vyhlídky je 805 metrů.

## Historie a technická data
Rozhledna je patrová zastřešená příhradová dřevěná vyhlídka vysoká 8 metrů. Postavena byla v roce 2016 a je součástí „naučné stezky Adalberta Stiftera.“ Leží přibližně 1 km jihovýchodně od Horní Plané a je celoročně přístupná. Zhotovitelem dřevostavby bylo prachatické tesařství HOPI S+S s.r.o., které v roce 2012 vystavělo téměř identickou rozhlednu na nedalekém Knížecím stolci ve Vojenském újezdu Boletice. Rozhledna u Horní Plané byla pojmenována jako „Jezerní vyhlídka“.

## Výhled
Z vyhlídkového prostoru je ve výšce 4,5 metrů dobrá viditelnost na Lipenskou přehradní nádrž a vrchol Vítkův kámen za ní. Jihozápadním směrem je vidět hřeben Šumavy s vrcholy Smrčina, Hraničník, Studničná a také Plechý, se 1378 metry nejvyšší vrchol Šumavy na české straně. Západním až severozápadním směrem je vidět rodné město šumavského spisovatele a malíře Adalberta Stiftera, Horní Planá.